# André Martinet
Pour les articles homonymes, voir Martinet.
André Martinet, né le 12 avril 1908 à Saint-Alban-des-Villards et mort le 16 juillet 1999 à Châtenay-Malabry, est un linguiste français, père de l’analyse fonctionnaliste en linguistique française ; on lui doit les notions de lexème et de morphème.

## Biographie

### Jeunesse et études
Il entre en classe d'hypokhâgne mais renonce à préparer le concours de l’École normale supérieure car la diversité des enseignements (« dans la préparation à l'ENS, on fait de tout… ») lui semble le détourner de la spécialisation précoce qu'il recherche (la phonétique de l'anglais). 
Étudiant en licence d'anglais à la Sorbonne (1928), il se voit proposer par Joseph Vendryes de traduire Langage (paru en 1921) en anglais. Ce travail lui donne l'occasion de se rendre deux fois au Danemark pour faire relire ses épreuves par le commanditaire, Otto Jespersen, lequel le présente à Louis Hjelmslev, chef de file du Cercle linguistique de Copenhague. Il est reçu à l'agrégation d'anglais (1930).
Il suit les cours de linguistique de Vendryes, mais ceux-ci se résumant principalement à des séminaires consacrés aux diverses langues indo-européennes, c'est surtout Fernand Mossé qui, dit-il, l'initie aux méthodes de cette science encore sulfureuse en France. La notion de « linguistique générale » avancée par Ferdinand de Saussure est alors floue, et Mossé lui recommande de l'approfondir par la lecture des travaux du Cercle linguistique de Prague. André Martinet soutient en 1937 ses deux thèses de doctorat : La gémination consonantique d'origine expressive dans les langues germaniques et La phonologie du mot en danois.

### Parcours professionnel
De 1938 à 1946, il est directeur d'études à l'École pratique des hautes études : il y entame, avec l'appui du Comité international permanent des linguistes, un grand atlas phonologique de la France, qu'il terminera en captivité durant la Seconde Guerre mondiale, en recueillant les traits de prononciation de ses camarades de détention dans l'Oflag où il est prisonnier. Sa candidature à la Sorbonne étant repoussée, il accepte l’invitation de Roman Jakobson d'enseigner à l'université Columbia et de l'aider à lancer une revue entièrement consacrée à la linguistique, Word. Martinet dirige ensuite l'International Auxiliary Language Association (IALA) à New York, de 1946 à 1948, où il contribue à l'élaboration de l'interlingua,. Il enseigne à l'université Columbia, où il est nommé directeur du département de linguistique (1947-1955) et devient directeur de la revue Word.
En 1955, il retrouve son poste à l'École pratique des hautes études et occupe la chaire de linguistique générale à la Sorbonne, puis à l'université Paris-Descartes. Il est président de la Société européenne de linguistique (1966-1999), fonde la Société de linguistique fonctionnelle et la revue La Linguistique.
Influencé par l'école de Prague, il fonde l'approche fonctionnaliste de la syntaxe (Langue et Fonction, 1962). Il est l'auteur d'une vingtaine d'ouvrages importants en linguistique diachronique (Économie des changements phonétiques, 1955) et en linguistique générale. Son ouvrage le plus connu, Éléments de linguistique générale (1960) a été traduit dans 17 langues et a influencé toute une génération de linguistes en France et dans le monde. Il est également l'auteur de Syntaxe générale (1985) et Fonction et dynamique des langues (1989). Il a laissé une autobiographie intellectuelle : Mémoires d'un linguiste, vivre les langues (1993).
André Martinet a le premier relevé la double articulation du langage, qui singularise le langage humain (par opposition aux langages formels). On lui doit les notions de lexème et de morphème.

## Publications
- La gémination consonantique d'origine expressive dans les langues germaniques, Copenhague, Munksgaard, 1937.
- La phonologie du mot en danois, Paris, Klincksieck, 1937.
- La prononciation du français contemporain, Paris, Droz, 1945.
- Économie des changements phonétiques, Berne, Francke, 1955 (un ouvrage développant le concept d'« Économie (linguistique) »).
- La Description phonologique avec application au parler franco-provençal d'Hauteville (Savoie), volume 56 de la coll. « Publication romanes et françaises », Genève : Librairie Droz & Paris : M. J. Minard, 1956, 108 pages.
- Éléments de linguistique générale, Paris, Armand Colin, 1960 ; nouvelle édition remaniée et mise à jour, 1980.
- A functional view of language, Oxford, Clarendon, 1962.
  - Traduction en français : Langue et fonction, 1962.
- La linguistique synchronique, Paris, Presses universitaires de France, 1965.
- Manuel pratique d'allemand Ed. A. et J. Picard, 1965.
- Le français sans fard, coll. « Sup », Paris, PUF, 1969.
- Dictionnaire de la prononciation française dans son usage réel, avec Henriette Walter, Paris, France-Expansion, 1973.
- Évolution des langues et reconstruction, Paris, PUF, 1975.
- Studies in Functional Syntax, München, Wilhelm Fink Verlag, 1975.
- Grammaire fonctionnelle du français, Paris, Didier, 1979.
- Syntaxe générale, Paris, Armand Colin, 1985.
- Des steppes aux océans : l'indo-européen et les indo-européens, Paris, Payot, 1986.
- Fonction et dynamique des langues, Paris, Armand Colin, 1989.
- Mémoires d'un linguiste, vivre les langues, 1993.